# Heike Behrens
Heike Behrens (geboren am 18. Januar 1962 in Itzehoe) ist eine deutsche Sprachwissenschaftlerin. Sie ist seit 2005 Ordinaria für Kognitive Linguistik und Spracherwerbsforschung an der Universität Basel.

## Werdegang
Heike Behrens studierte an der Christian-Albrechts-Universität zu Kiel Germanistik und Anglistik. Sie wurde 1993 an der Universiteit van Amsterdam in Allgemeiner Sprachwissenschaft promoviert. Danach war sie an der TU Braunschweig, am Max-Planck-Institut für Psycholinguistik in Nijmegen, an der University of California Berkeley, der Universität zu Köln und am Max-Planck-Institut für evolutionäre Anthropologie in Leipzig tätig. Anschließend war sie von 2002 bis 2005 Professorin für germanistische Sprachwissenschaft an der Universität Groningen. Seit 2005 ist sie Professorin für Kognitive Linguistik und Spracherwerbsforschung am Englischen und am Deutschen Seminar der Universität Basel.
Behrens war von 2009 bis 2015 Mitglied des Schweizerischen Wissenschaftsrats. 2018 wurde sie zum Mitglied der Academia Europaea gewählt. Seit 2022 ist sie korrespondierendes Mitglied der Niedersächsischen Akademie der Wissenschaften zu Göttingen.

## Forschung
Behrens’ Forschungsschwerpunkte umfassen den Erst- und Zweitsprachenerwerb, linguistische Theoriebildung, Sprachtypologie und Sprachverarbeitung. In ihrer Dissertation beschäftigte sie sich mit dem Verbengebrauch von Kindern im Deutschen.

## Schriften
- Heike Behrens: Temporal reference in German child language; Form and function of early verb use. Koninglijke Wöhrmann, Amsterdam/Zutphen 1993 (Dissertation).
- Heike Behrens (Hrsg.): Corpora in language acquisition research; history, methods, perspectives. John Benjamins Publishing Company, Amsterdam/Philadelphia 2008, ISBN 978-90-272-3476-6.
- Heike Behrens: Konstruktionen im Spracherwerb. In: Zeitschrift für germanistische Linguistik. Band 37, 2009, S. 427–444, doi:10.1515/ZGL.2009.030.
- Heike Behrens, Stefan Pfänder (Hrsg.): Experience Counts: Frequency Effects in Language. De Gruyter, Berlin/Boston 2016, ISBN 978-3-11-034342-7, doi:10.1515/9783110346916.